# Konstantin Ortloff

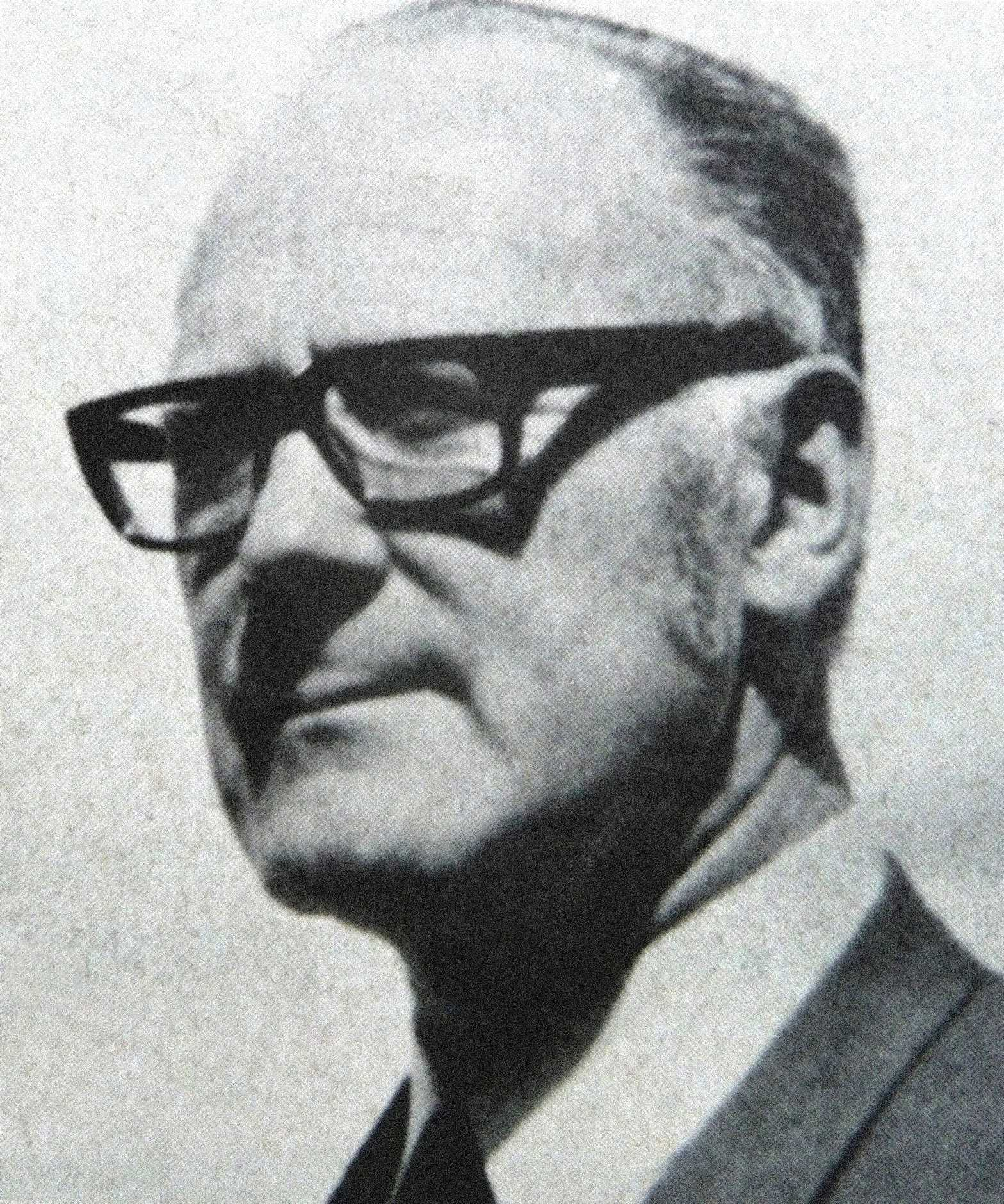
Konstantin Ortloff um 1976, unbekannter Fotograf. Aus: Du & ich 1976 (Jg. 8), Nr. 9.

Konstantin Berthold Ortloff (* 28. September 1913 in Würzburg; † 13. Februar 2003 in Würzburg) war ein Aktivist der deutschsprachigen Homophilenbewegung.

## Leben und Wirken
Konstantin Ortloff wurde als Sohn eines Würzburger Landbeamten und späteren Sparkassenangestellten und dessen Frau geboren. Er hatte einen jüngeren Bruder, Ludwig Ortloff (1921–1941), der ebenfalls homosexuell war, zur Zeit des Nationalsozialismus nach § 175 RStGB kriminalisiert wurde und im KZ Mauthausen ums Leben kam.
Nach dem Abschluss einer kaufmännischen Ausbildung arbeitete Konstantin Ortloff in verschiedenen Berufen, so als Sportlehrer, Profiboxer, freier Journalist und kaufmännischer Angestellter. Wohl von 1939 bis 1944 leistete er Kriegsdienst in der deutschen Wehrmacht. Als Angehöriger eines Funktrupp-Kommandos wurde Ortloff unter anderem in der zentralöstlichen Ukraine, auf der Halbinsel Krim und in Italien eingesetzt. Ab 1935 lebte er in wechselnden Städten wie Immenstadt, Schweinfurt, Frankfurt, Nürnberg, Hamburg, Paris und Amsterdam, bevor er 1963 in seine Heimatstadt Würzburg zurückzog.
Nach dem Zweiten Weltkrieg engagierte sich Konstantin Ortloff in der deutschsprachigen Homophilenbewegung. Er schrieb ab 1951 für Zeitschriften wie Die Freunde, freond, Der Weg, Die Gefährten, Hellas, Der Ring und den Schweizer Kreis. Gelegentlich wurden Artikel von ihm auch in ausländischen Publikationsorganen wie Vennen, amigo (beide Dänemark) und Mattachine Review (USA) veröffentlicht. Später kamen Blätter wie Du & ich, Don und COQ (Dänemark) hinzu. Ortloff benutzte bei seinen Veröffentlichungen verschiedene Akronyme und Pseudonyme (so etwa: „korf“, „Foltro“ bzw. „Ffoltro“, was dem Namen Ortloff rückwärts gelesen entspricht, „Harry Stein“ und „Oliver Masturba“). Aber er verfasste – was für seine Zeit ungewöhnlich ist – auch auffallend viele seiner Beiträge unter seinem Klarnamen, wobei er allenfalls seinen Vornamen mit „K.“ abkürzte, in seine Texte aber immer wieder auch Bezüge zu seiner Heimatstadt Würzburg einbaute. Anfang der 1950er Jahre war Konstantin Ortloff vorübergehend auch Zweiter Vorsitzender des Vereins für humanitäre Lebensgestaltung (VhL), einer überregionalen Interessenvertretung homosexueller Männer im Frankfurter Raum. Als „Homopublizist“ arbeitete er mit anderen Aktivisten wie Heinz Meininger, Gerhard Prescha und „Rolf“ (Karl Meier) zusammen.
Ab etwa Mitte der 1950er Jahre publizierte Ortloff ebenfalls in Freikörperkultur- und Sportzeitschriften wie Helios und Kraftsport Revue. Zeitweise war er auch Sportredakteur der Nürnberger Nachrichten und veröffentlichte in der Mainpost und im Volksblatt.
Konstantin Ortloff behauptete später, das Schicksal und der gewaltsame Tod seines jüngeren Bruders sei das auslösende Moment für sein Engagement als „Homopublizist“ gewesen. Auffallend ist indes, dass er die Verurteilung und die anschließende KZ-Haft Ludwig Ortloffs in keiner seiner Publikationen direkt thematisiert hat. Die einschlägigen Zeitschriftenbeiträge Konstantin Ortloffs waren meist nur kurz und kamen insbesondere in den 1950er Jahren kaum über den Status von Plaudereien hinaus. Für viele Vertreter der nachkommenden Generation der „Schwulen“ galt Ortloff als „Vielschreiber von Homo-Story-Banalitäten“.

## Ein politischer Gesinnungswandel
Um 1970 verstand sich Konstantin Ortloff als Linker, der mit den etablierten politischen Parteien der Bundesrepublik Deutschland haderte. In einem Aufruf zur Bundestagswahl 1969 empfahl er, die Aktion Demokratischer Fortschritt (ADF) zu wählen, in der sich Teile der Außerparlamentarischen Opposition, die Deutsche Kommunistische Partei (DKP), der Bund der Deutschen (BDD) und die Deutsche Friedens-Union (DFU) zu einem Friedensbündnis zusammengeschlossen hatten. Ortloff nährte erhebliche Vorbehalte gegenüber der SPD, da in seinen Augen die Sozialdemokratie in den letzten Jahren „zu wenig Profil“ habe erkennen lassen und eine Politik des „Wackelkontakts“ betreibe.
Die linksgerichtete ADF, die Kandidaten wie die deutsch-französische Journalistin Beate Klarsfeld und den Juristen Axel Azzola aufgestellt hatte, der später Wahlverteidiger von Ulrike Meinhof wurde, scheiterte bei der Bundestagswahl 1969 aber deutlich an der Fünfprozenthürde und löste sich nach der Wahlniederlage auf.
In einem 1997 geführten Telefoninterview distanzierte sich Konstantin Ortloff hingegen deutlich von seinem früheren politischen Engagement. Nicht nur vom Thema Homosexualität wollte er nun nichts mehr wissen. Er führte auch aus, dass er jetzt mit dem rechtsextremen Politiker, Journalist und Autor Franz Schönhuber, dem Mitbegründer und Bundesvorsitzenden der Partei Die Republikaner, sympathisiere. In dessen Sinne schreibe er Leserbriefe, unter anderem an den Stern und Nation & Europa.
In späten Veröffentlichungen attestierte Konstantin Ortloff der Gesellschaft, sie sei „verkommen“, und er lehnte die „sexuelle Befreiung“ des Einzelnen ab, wobei insbesondere Aids für ihn ein Symbol für den „moralischen Verfall“ seiner Zeit war. Ortloff sorgte sich vor einem möglichen Atomkrieg, den Folgen der Überbevölkerung und einer überbordenden medialen Unterhaltungs- und „Verdummungs“-Industrie. Zudem warnte er vor den durch Migrationsbewegungen sowie eine liberale Asylpolitik verursachten Kosten für den Sozialstaat.